# Оча
Оча (мађ. Ócsa) је насеље у централној Мађарској. Оча је град у оквиру пештанске жупаније.

## Географија

### Локација
Суседна насеља: Фелшепакоњ са севера, Иле са североистока, Чевхараст са истока, Инарч са југоистока, Дабаш са југа, Буђи са југозапада, Алшонемеди са запада и Ђал са северозапада.

## Историја
Оча је непрекидно насељена још од Арпадове ере. Његово име се први пут помиње у повељи 1235. године као Алза. Манастир монашког реда Премонтре, подигнут у част Богородице, основан је као огранак Вараделохеђ провокадија, који је постојао још 1235. године. Базилика која данас стоји на месту манастира један је од најзначајнијих споменика мађарске романичке архитектуре.
Краљ Карло Роберт је 29. септембра 1307. такође овде издао потврду.
Око 1600. године њено становништво је прешло у реформаторску веру  и они су заузели цркву Премонтра. Реформати су добили дозволу краљице Марије Терезије да обнове цркву, али су током изградње уништени многи средњовековни детаљи некадашње Премонтре цркве. У Алзегу је живела традиционална реформисана сељачка класа, која је дуго времена била много софистициранија од католика који су се касније населили у близини католичке цркве подигнуте у 18. веку. Број католика се касније брзо повећао, са расподелом парцела у Чиркерту, стварањем већине земљопоседника и становништвом пустиње Бабад и Алшопакони. Након оснивања лутеранске и баптистичке конгрегације, средином 20. века поново је изједначен удео католика и протестаната.
Оча је постало седиште округа око 1856. године.
Од 1950-их, значајан број становника Оча постали су индустријски радници путујући до главног града, а многи су се поново населили у испарцелисаним областима иза железнице.

## Становништво
Током пописа 2011. године, 85% становника се изјаснило као Мађари, 1,3% као Роми, 0,4% као Немци и 0,6% као Румуни (15% се није изјаснило). 
Верска дистрибуција је била следећа: римокатолици 26,6%, реформисани 18,7%, лутерани 0,6%, гркокатолици 0,9%, неконфесионални 18,6% (30% се није изјаснило).